# Salvation (песня Roxette)
«Salvation» — сингл шведской поп-рок-группы Roxette с альбома «Have a Nice Day», выпущенный 22 ноября 1999 года. Это четвёртый и последний сингл с указанного альбома, был выпущен только в Европе.
Песня была выбрана в качестве главной темы к шведскому фильму «Dykaren», но саундтрек к картине так и не вышел. Песни «See Me» и «Crazy About You (Crash!Boom!Bang! version)» выли включены в этот сингл в качестве b-sides и более нигде не выходили.
Тираж шведского промосингла «Salvation» был выпущен тиражом 150 штук и поставлялся в пластиковой коробке с небольшой наклейкой на нём. Это сделали потому, что EMI Sweden должна была послать несколько промосинглов на радиостанции и они не могли ждать пока придёт задерживающийся тираж из Нидерландов.

## Список композиций
на примере издания CDM, Netherlands, Roxette Recordings, 8879200
- Salvation (single version) 4.04
- See Me 3.46
- Crazy About You (C.B.B. version) 4.04
- Stars (video) 3.55